# Anton Stadler (Klarinettist)

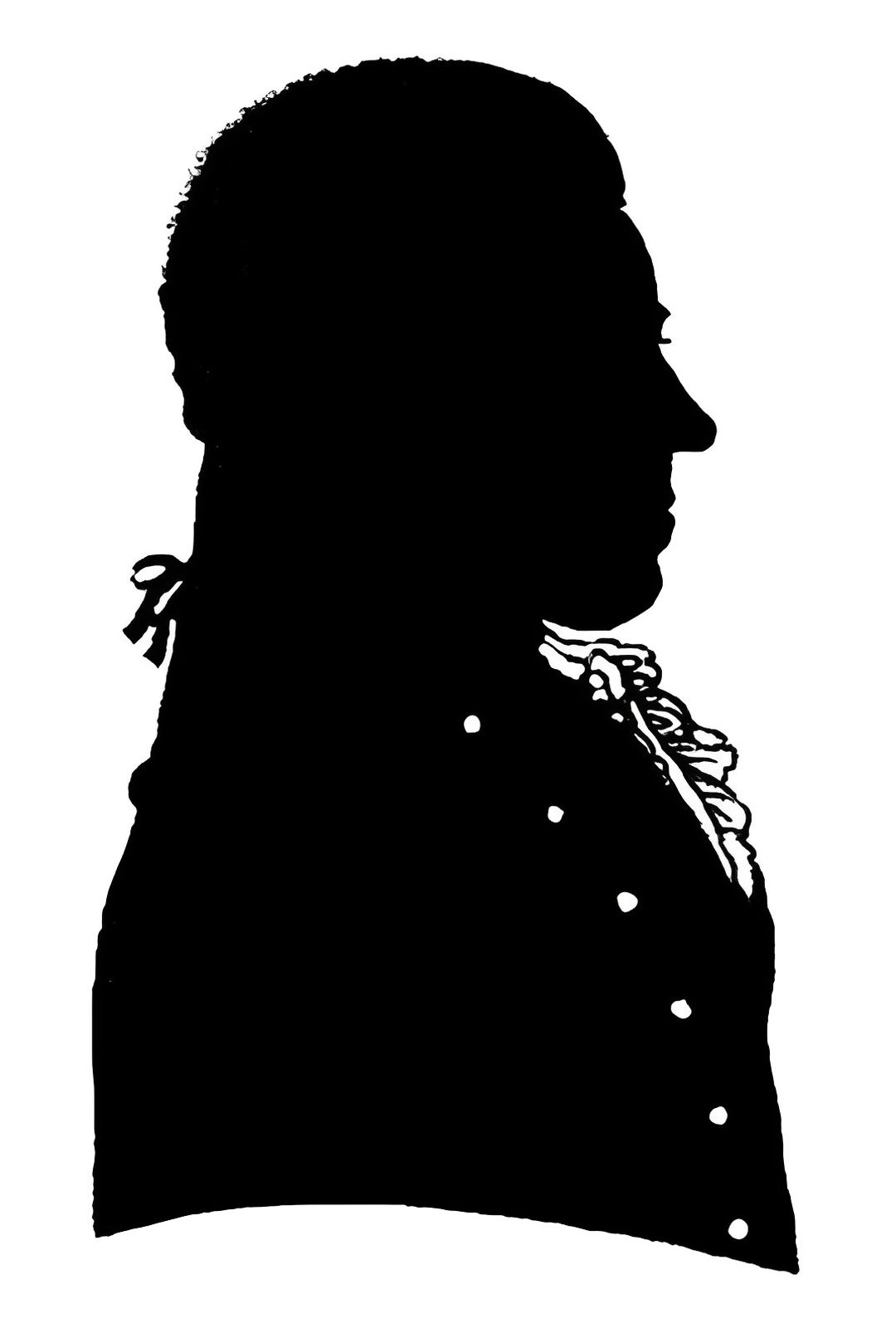
Anton Stadler, Silhouette

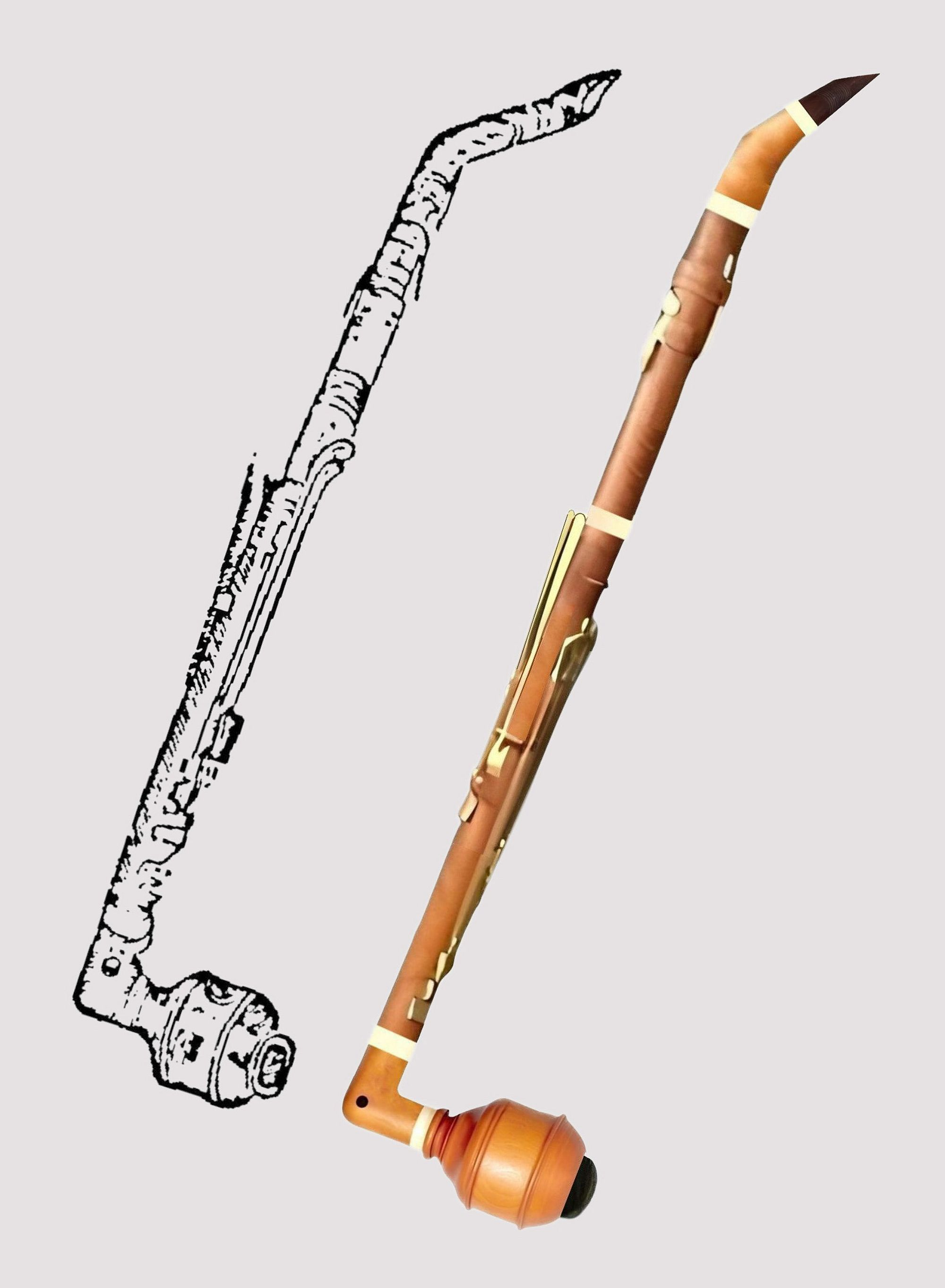
Skizze von Stadlers Bassettklarinette und eine Replica; manche Klarinettisten drehen den Liebesfuß nach vorne (zum Publikum)

Anton Paul Stadler (* 28. Juni 1753 in Bruck an der Leitha; † 15. Juni 1812 in Wien) war ein Klarinettist und Bassettklarinette-Spieler, für den  Wolfgang Amadeus Mozart sein Klarinetten-Quintett KV 581 sowie sein Klarinettenkonzert KV 622 schrieb.

## Leben
Stadler war bekannt für sein schönes Spiel, mit meisterlicher Beherrschung der tiefen Register der Klarinette sowie der Bassettklarinette. Außerdem spielte er zusammen mit seinem jüngeren Bruder Johann Nepomuk Stadler (1755–1804) im Orchester des Wiener Burgtheaters und in der kaiserlich-königlichen Harmoniemusik. Gemeinsam mit dem Holzblasinstrumentenbauer Theodor Lotz erweiterte Anton Stadler den Ambitus seiner Klarinetten in B und A bis zum tiefen C. Für diese sogenannte „Bassettklarinette“ schrieb Mozart das Quintett für Klarinette und Streicher in A-Dur KV 581, auch „Stadlerquintett“ genannt, und das Klarinettenkonzert KV 622. Franz Xaver Süßmayr schrieb für Stadler ein Konzert für Bassklarinette in D-Dur.
Stadler war wie Mozart ein Mitglied im Bund der Freimaurer. Im Schrifttum verbreitete Gerüchte, wonach Stadler für ihn geschriebene Werke Mozarts verpfändet haben soll, lassen sich durch keine Quellenfunde erhärten. Ob der Hofklarinettist zum Zeitpunkt von Mozarts Tod dem Freund 500 Gulden schuldete, muss angesichts des Vermerks „ohne obligo“ in Mozarts Nachlass-Verzeichnis offen bleiben. Dagegen stand Stadler bei Theodor Lotz für zwei eigens für dessen langjährige Konzertreise neu angefertigten Bassettklarinetten mit einem Betrag von 162 Gulden in der Kreide. Zur Zeit des Todes von Lotz am 26. Juni 1792 befand sich Stadler jedoch in Warschau. Ob die Rückstände gegenüber den Hinterbliebenen von Lotz nach Rückkehr des Hofmusikers in Wien beglichen wurden, ist ungeklärt.

## Dokumentationen

### Radiobeiträge und Podcast
- Wolfgang Amadeus Mozart: Klarinettenquintett KV 581. Ein Freundschaftsporträt über Stadler und Mozart. Ein Podcastbeitrag des Radiosender Bayern 2 aus der Reihe BR Klassik-Starke Stücke vom 4. Februar 2012 auf der Website von Bayern 2

| Personendaten    | Personendaten                 |
| ---------------- | ----------------------------- |
| NAME             | Stadler, Anton                |
| ALTERNATIVNAMEN  | Stadler, Anton Paul           |
| KURZBESCHREIBUNG | österreichischer Klarinettist |
| GEBURTSDATUM     | 28. Juni 1753                 |
| GEBURTSORT       | Bruck an der Leitha           |
| STERBEDATUM      | 15. Juni 1812                 |
| STERBEORT        | Wien                          |